# Kwame Dandillo
Kwame Dandillo, é o seudónimo de George Humphrey Nelson (Pieter) Polanen (Paramaribo, 6 de maio de 1922 – Aldaar, 6 de setembro de 1970) é um escritor de Surinam.

## Biografia
Pieter Polanen opositor à guerra de Coreia, trabalhou como oficial de alfândega e em Ministério de Assuntos Gerais. Uniu-se a Who Eegie Sanie mas depois foi jogado depois de desafiar a uma autoridade: junto com outras pessoas realizou o 14 de abril de 1959 um ataque frustrado e improvisado a JA Pengel. 
Kwame Dandillo publicou duas colecções de poesia  Reti feti [Rede de combate] (1962) e Palito (1970, reeditado nos impresso em Países Baixos em 1973 - o título faz referência a uma forma em que as damas criollas dobram um lenço na cabeça). Os poemas apresentam uma mirada alternativa e de feroz consciência social sobre a pobreza e o desejo de liberdade, com uma visão original.

## Veja-se também
- Escritores de Surinam
- Literatura de Surinam